# Emmanuel Herbault
Emmanuel Herbault is een figuur in de roman De Graaf van Monte Cristo (1844) van Alexandre Dumas. 
Emmanuel Herbault is de toegewijde echtgenoot van Julie Herbault née Morrel en de zwager van Maximilien Morrel. In de ogen van De graaf van Monte-Cristo het ideale echtpaar. Emmanuel vergezelt Julie naar de woning waar zij de roodzijden gehaakte beurs aantreft. Voorts is hij erbij wanneer Monte Cristo zijn goede daad vertelt. 
Monte Cristo en Emmanuel hebben elkaar reeds ontmoet in de tuin te Marseille. Maximilien merkt op dat overal waar Julie is, Emmanuel ook is, en omgekeerd.

## Stamboom
| Louis Dantès     | Louis Dantès     | Louis Dantès     | Louis Dantès     | Louis Dantès                | Louis Dantès                |                             |                             |                             |                             |                                              |                                              | Ali Pasja                                    | Ali Pasja                                    | Ali Pasja                                    | Ali Pasja                                    | Ali Pasja      | Ali Pasja      |                       |                       | Vasiliki              | Vasiliki              | Vasiliki              | Vasiliki              | Vasiliki         | Vasiliki         |                  |                  |                  |                  |  |  |                    |                    |                     |                     |                     |                     |                       |                       |                       |                       |                       |                       |                      |                      |                      |                      | Rode streep: Personen waarop de wraak is gericht | Rode streep: Personen waarop de wraak is gericht | Rode streep: Personen waarop de wraak is gericht | Rode streep: Personen waarop de wraak is gericht | Rode streep: Personen waarop de wraak is gericht | Rode streep: Personen waarop de wraak is gericht |                       |                       | Gele streep: Overige vijanden, slechteriken | Gele streep: Overige vijanden, slechteriken | Gele streep: Overige vijanden, slechteriken | Gele streep: Overige vijanden, slechteriken | Gele streep: Overige vijanden, slechteriken | Gele streep: Overige vijanden, slechteriken |               |               | Groene streep: Vrienden | Groene streep: Vrienden | Groene streep: Vrienden | Groene streep: Vrienden | Groene streep: Vrienden | Groene streep: Vrienden |                    |                    |                    |                    |  |  |                   |                   |                   |                   |                   |                   |  |  |  |  |  |  |
| Louis Dantès     | Louis Dantès     | Louis Dantès     | Louis Dantès     | Louis Dantès                | Louis Dantès                |                             |                             |                             |                             |                                              |                                              | Ali Pasja                                    | Ali Pasja                                    | Ali Pasja                                    | Ali Pasja                                    | Ali Pasja      | Ali Pasja      |                       |                       | Vasiliki              | Vasiliki              | Vasiliki              | Vasiliki              | Vasiliki         | Vasiliki         |                  |                  |                  |                  |  |  |                    |                    |                     |                     |                     |                     |                       |                       |                       |                       |                       |                       |                      |                      |                      |                      | Rode streep: Personen waarop de wraak is gericht | Rode streep: Personen waarop de wraak is gericht | Rode streep: Personen waarop de wraak is gericht | Rode streep: Personen waarop de wraak is gericht | Rode streep: Personen waarop de wraak is gericht | Rode streep: Personen waarop de wraak is gericht |                       |                       | Gele streep: Overige vijanden, slechteriken | Gele streep: Overige vijanden, slechteriken | Gele streep: Overige vijanden, slechteriken | Gele streep: Overige vijanden, slechteriken | Gele streep: Overige vijanden, slechteriken | Gele streep: Overige vijanden, slechteriken |               |               | Groene streep: Vrienden | Groene streep: Vrienden | Groene streep: Vrienden | Groene streep: Vrienden | Groene streep: Vrienden | Groene streep: Vrienden |                    |                    |                    |                    |  |  |                   |                   |                   |                   |                   |                   |  |  |  |  |  |  |
|                  |                  |                  |                  |                             |                             |                             |                             |                             |                             |                                              |                                              |                                              |                                              |                                              |                                              |                |                |                       |                       |                       |                       |                       |                       |                  |                  |                  |                  |                  |                  |  |  |                    |                    |                     |                     |                     |                     |                       |                       |                       |                       |                       |                       |                      |                      |                      |                      |                                                  |                                                  |                                                  |                                                  |                                                  |                                                  |                       |                       |                                             |                                             |                                             |                                             |                                             |                                             |               |               |                         |                         |                         |                         |                         |                         |                    |                    |                    |                    |  |  |                   |                   |                   |                   |                   |                   |  |  |  |  |  |  |
|                  |                  |                  |                  | Edmond Dantès, hoofdpersoon | Edmond Dantès, hoofdpersoon | Edmond Dantès, hoofdpersoon | Edmond Dantès, hoofdpersoon | Edmond Dantès, hoofdpersoon | Edmond Dantès, hoofdpersoon | ←misschien seksuele relatie, later getrouwd→ | ←misschien seksuele relatie, later getrouwd→ | ←misschien seksuele relatie, later getrouwd→ | ←misschien seksuele relatie, later getrouwd→ | ←misschien seksuele relatie, later getrouwd→ | ←misschien seksuele relatie, later getrouwd→ | Haydée         | Haydée         | Haydée                | Haydée                | Haydée                | Haydée                |                       |                       |                  |                  |                  |                  |                  |                  |  |  |                    |                    | Marquis de St-Méran | Marquis de St-Méran | Marquis de St-Méran | Marquis de St-Méran | Marquis de St-Méran   | Marquis de St-Méran   |                       |                       | Marquise de St-Méran  | Marquise de St-Méran  | Marquise de St-Méran | Marquise de St-Méran | Marquise de St-Méran | Marquise de St-Méran |                                                  |                                                  | Noirtier de Villefort                            | Noirtier de Villefort                            | Noirtier de Villefort                            | Noirtier de Villefort                            | Noirtier de Villefort | Noirtier de Villefort |                                             |                                             |                                             |                                             |                                             |                                             | Pierre Morrel | Pierre Morrel | Pierre Morrel           | Pierre Morrel           | Pierre Morrel           | Pierre Morrel           |                         |                         |                    |                    |                    |                    |  |  |                   |                   |                   |                   |                   |                   |  |  |  |  |  |  |
|                  |                  |                  |                  | Edmond Dantès, hoofdpersoon | Edmond Dantès, hoofdpersoon | Edmond Dantès, hoofdpersoon | Edmond Dantès, hoofdpersoon | Edmond Dantès, hoofdpersoon | Edmond Dantès, hoofdpersoon | ←misschien seksuele relatie, later getrouwd→ | ←misschien seksuele relatie, later getrouwd→ | ←misschien seksuele relatie, later getrouwd→ | ←misschien seksuele relatie, later getrouwd→ | ←misschien seksuele relatie, later getrouwd→ | ←misschien seksuele relatie, later getrouwd→ | Haydée         | Haydée         | Haydée                | Haydée                | Haydée                | Haydée                |                       |                       |                  |                  |                  |                  |                  |                  |  |  |                    |                    | Marquis de St-Méran | Marquis de St-Méran | Marquis de St-Méran | Marquis de St-Méran | Marquis de St-Méran   | Marquis de St-Méran   |                       |                       | Marquise de St-Méran  | Marquise de St-Méran  | Marquise de St-Méran | Marquise de St-Méran | Marquise de St-Méran | Marquise de St-Méran |                                                  |                                                  | Noirtier de Villefort                            | Noirtier de Villefort                            | Noirtier de Villefort                            | Noirtier de Villefort                            | Noirtier de Villefort | Noirtier de Villefort |                                             |                                             |                                             |                                             |                                             |                                             | Pierre Morrel | Pierre Morrel | Pierre Morrel           | Pierre Morrel           | Pierre Morrel           | Pierre Morrel           |                         |                         |                    |                    |                    |                    |  |  |                   |                   |                   |                   |                   |                   |  |  |  |  |  |  |
|                  |                  |                  |                  |                             |                             | ↑verbroken verloving↓       |                             |                             |                             |                                              |                                              |                                              |                                              |                                              |                                              |                |                |                       |                       |                       |                       |                       |                       |                  |                  |                  |                  |                  |                  |  |  |                    |                    |                     |                     |                     |                     |                       |                       |                       |                       |                       |                       |                      |                      |                      |                      |                                                  |                                                  |                                                  |                                                  |                                                  |                                                  |                       |                       |                                             |                                             |                                             |                                             |                                             |                                             |               |               |                         |                         |                         |                         |                         |                         |                    |                    |                    |                    |  |  |                   |                   |                   |                   |                   |                   |  |  |  |  |  |  |
| Fernando Mondego | Fernando Mondego | Fernando Mondego | Fernando Mondego | Fernando Mondego            | Fernando Mondego            |                             |                             | Mercedes                    | Mercedes                    | Mercedes                                     | Mercedes                                     | Mercedes                                     | Mercedes                                     |                                              |                                              | Baron Danglars | Baron Danglars | Baron Danglars        | Baron Danglars        | Baron Danglars        | Baron Danglars        |                       |                       | Hermine Danglars | Hermine Danglars | Hermine Danglars | Hermine Danglars | Hermine Danglars | Hermine Danglars |  |  | Flavien de Quesnel | Flavien de Quesnel | Flavien de Quesnel  | Flavien de Quesnel  | Flavien de Quesnel  | Flavien de Quesnel  |                       |                       | Renée de Saint-Méran  | Renée de Saint-Méran  | Renée de Saint-Méran  | Renée de Saint-Méran  | Renée de Saint-Méran | Renée de Saint-Méran |                      |                      |                                                  |                                                  | Gérard de Villefort                              | Gérard de Villefort                              | Gérard de Villefort                              | Gérard de Villefort                              | Gérard de Villefort   | Gérard de Villefort   |                                             |                                             | Héloïse                                     | Héloïse                                     | Héloïse                                     | Héloïse                                     | Héloïse       | Héloïse       |                         |                         |                         |                         | Gaspard Caderousse      | Gaspard Caderousse      | Gaspard Caderousse | Gaspard Caderousse | Gaspard Caderousse | Gaspard Caderousse |  |  | La Carconte       | La Carconte       | La Carconte       | La Carconte       | La Carconte       | La Carconte       |  |  |  |  |  |  |
| Fernando Mondego | Fernando Mondego | Fernando Mondego | Fernando Mondego | Fernando Mondego            | Fernando Mondego            |                             |                             | Mercedes                    | Mercedes                    | Mercedes                                     | Mercedes                                     | Mercedes                                     | Mercedes                                     |                                              |                                              | Baron Danglars | Baron Danglars | Baron Danglars        | Baron Danglars        | Baron Danglars        | Baron Danglars        |                       |                       | Hermine Danglars | Hermine Danglars | Hermine Danglars | Hermine Danglars | Hermine Danglars | Hermine Danglars |  |  | Flavien de Quesnel | Flavien de Quesnel | Flavien de Quesnel  | Flavien de Quesnel  | Flavien de Quesnel  | Flavien de Quesnel  |                       |                       | Renée de Saint-Méran  | Renée de Saint-Méran  | Renée de Saint-Méran  | Renée de Saint-Méran  | Renée de Saint-Méran | Renée de Saint-Méran |                      |                      |                                                  |                                                  | Gérard de Villefort                              | Gérard de Villefort                              | Gérard de Villefort                              | Gérard de Villefort                              | Gérard de Villefort   | Gérard de Villefort   |                                             |                                             | Héloïse                                     | Héloïse                                     | Héloïse                                     | Héloïse                                     | Héloïse       | Héloïse       |                         |                         |                         |                         | Gaspard Caderousse      | Gaspard Caderousse      | Gaspard Caderousse | Gaspard Caderousse | Gaspard Caderousse | Gaspard Caderousse |  |  | La Carconte       | La Carconte       | La Carconte       | La Carconte       | La Carconte       | La Carconte       |  |  |  |  |  |  |
|                  |                  |                  |                  |                             |                             |                             |                             |                             |                             |                                              |                                              |                                              |                                              |                                              |                                              |                |                |                       |                       |                       |                       |                       |                       |                  |                  |                  |                  |                  |                  |  |  |                    |                    |                     |                     |                     |                     |                       |                       |                       |                       |                       |                       |                      |                      |                      |                      |                                                  |                                                  |                                                  |                                                  |                                                  |                                                  |                       |                       |                                             |                                             |                                             |                                             |                                             |                                             |               |               |                         |                         |                         |                         |                         |                         |                    |                    |                    |                    |  |  |                   |                   |                   |                   |                   |                   |  |  |  |  |  |  |
|                  |                  |                  |                  |                             |                             |                             |                             |                             |                             |                                              |                                              |                                              |                                              |                                              |                                              |                |                |                       |                       |                       |                       |                       |                       |                  |                  |                  |                  |                  |                  |  |  |                    |                    |                     |                     |                     |                     |                       |                       |                       |                       |                       |                       |                      |                      |                      |                      |                                                  |                                                  |                                                  |                                                  |                                                  |                                                  |                       |                       |                                             |                                             |                                             |                                             |                                             |                                             |               |               |                         |                         |                         |                         |                         |                         |                    |                    |                    |                    |  |  |                   |                   |                   |                   |                   |                   |  |  |  |  |  |  |
| Albert           | Albert           | Albert           | Albert           | Albert                      | Albert                      | ←verbroken verloving→       | ←verbroken verloving→       | ←verbroken verloving→       | ←verbroken verloving→       | ←verbroken verloving→                        | ←verbroken verloving→                        | Eugénie                                      | Eugénie                                      | Eugénie                                      | Eugénie                                      | Eugénie        | Eugénie        | ←verbroken verloving→ | ←verbroken verloving→ | ←verbroken verloving→ | ←verbroken verloving→ | ←verbroken verloving→ | ←verbroken verloving→ | Benedetto Andrea | Benedetto Andrea | Benedetto Andrea | Benedetto Andrea | Benedetto Andrea | Benedetto Andrea |  |  | Franz d'Épinay     | Franz d'Épinay     | Franz d'Épinay      | Franz d'Épinay      | Franz d'Épinay      | Franz d'Épinay      | ←verbroken verloving→ | ←verbroken verloving→ | ←verbroken verloving→ | ←verbroken verloving→ | ←verbroken verloving→ | ←verbroken verloving→ | Valentine            | Valentine            | Valentine            | Valentine            | Valentine                                        | Valentine                                        |                                                  |                                                  | Maximilien Morrel                                | Maximilien Morrel                                | Maximilien Morrel     | Maximilien Morrel     | Maximilien Morrel                           | Maximilien Morrel                           |                                             |                                             | Édouard                                     | Édouard                                     | Édouard       | Édouard       | Édouard                 | Édouard                 |                         |                         | Julie                   | Julie                   | Julie              | Julie              | Julie              | Julie              |  |  | Emmanuel Herbault | Emmanuel Herbault | Emmanuel Herbault | Emmanuel Herbault | Emmanuel Herbault | Emmanuel Herbault |  |  |  |  |  |  |
| Albert           | Albert           | Albert           | Albert           | Albert                      | Albert                      | ←verbroken verloving→       | ←verbroken verloving→       | ←verbroken verloving→       | ←verbroken verloving→       | ←verbroken verloving→                        | ←verbroken verloving→                        | Eugénie                                      | Eugénie                                      | Eugénie                                      | Eugénie                                      | Eugénie        | Eugénie        | ←verbroken verloving→ | ←verbroken verloving→ | ←verbroken verloving→ | ←verbroken verloving→ | ←verbroken verloving→ | ←verbroken verloving→ | Benedetto Andrea | Benedetto Andrea | Benedetto Andrea | Benedetto Andrea | Benedetto Andrea | Benedetto Andrea |  |  | Franz d'Épinay     | Franz d'Épinay     | Franz d'Épinay      | Franz d'Épinay      | Franz d'Épinay      | Franz d'Épinay      | ←verbroken verloving→ | ←verbroken verloving→ | ←verbroken verloving→ | ←verbroken verloving→ | ←verbroken verloving→ | ←verbroken verloving→ | Valentine            | Valentine            | Valentine            | Valentine            | Valentine                                        | Valentine                                        |                                                  |                                                  | Maximilien Morrel                                | Maximilien Morrel                                | Maximilien Morrel     | Maximilien Morrel     | Maximilien Morrel                           | Maximilien Morrel                           |                                             |                                             | Édouard                                     | Édouard                                     | Édouard       | Édouard       | Édouard                 | Édouard                 |                         |                         | Julie                   | Julie                   | Julie              | Julie              | Julie              | Julie              |  |  | Emmanuel Herbault | Emmanuel Herbault | Emmanuel Herbault | Emmanuel Herbault | Emmanuel Herbault | Emmanuel Herbault |  |  |  |  |  |  |